# Natação nos Jogos Europeus de 2015 - 1500 m livre feminino
A competição dos 1500 metros livre feminino foi um dos eventos da natação nos Jogos Europeus de 2015, em Baku, no Azerbaijão. Foi disputada no Centro Aquático de Baku no dia 25 de junho.

## Calendário
Horário de verão do Azerbaijão (UTC+5).
| Data        | Horário | Fase  |
| ----------- | ------- | ----- |
| 25 de junho | 19:15   | Final |

## Medalhistas
| Ouro   | ITA Sveva Schiazzano |
| Prata  | HUN Janka Juhász     |
| Bronze | ESP Marina Castro    |

## Recordes
Antes desta competição, os recordes mundiais e dos jogos europeus dessa prova eram os seguintes:
| Tipo                       | Atleta            | Tempo    | Local      | Data                 |
| -------------------------- | ----------------- | -------- | ---------- | -------------------- |
|                            | USA Katie Ledecky | 15:28.36 | Gold Coast | 24 de agosto de 2014 |
| Recorde dos Jogos Europeus | Não estabelecido  | –        |            |                      |

Os seguintes recordes mundiais ou dos jogos europeus foram estabelecidos durante esta competição:
| Data        | Evento | Nome             | Nacionalidade | Tempo     | Notas                      |
| ----------- | ------ | ---------------- | ------------- | --------- | -------------------------- |
| 25 de junho | Final  | Sveva Schiazzano | Itália        | 16:40.017 | Recorde dos Jogos Europeus |

## Resultado final
A final foi realizada no dia 23 de junho.
| Pos.              | Bateria | Raia | Nadadora                 | Nacionalidade | Tempo    | Notas                      |
| ----------------- | ------- | ---- | ------------------------ | ------------- | -------- | -------------------------- |
| Medalha de ouro   | 2       | 1    | Sveva Schiazzano         | ITA Itália    | 16:40.17 | Recorde dos Jogos Europeus |
| Medalha de prata  | 2       | 5    | Janka Juhász             | HUN Hungria   | 16:40.39 |                            |
| Medalha de bronze | 2       | 4    | Marina Castro            | ESP Espanha   | 16:46.16 |                            |
| 4                 | 2       | 6    | Josephine Tesch          | GER Alemanha  | 16:54.06 |                            |
| 5                 | 2       | 3    | Paulina Piechota         | POL Polônia   | 17:00.47 |                            |
| 6                 | 2       | 2    | Paula Ruiz               | ESP Espanha   | 17:07.00 |                            |
| 7                 | 2       | 7    | Mariana Petrova          | RUS Rússia    | 17:07.52 |                            |
| 8                 | 2       | 8    | Lea Boy                  | GER Alemanha  | 17:08.30 |                            |
| 9                 | 1       | 5    | Julia Adamczyk           | POL Polônia   | 17:22.63 |                            |
| 10                | 1       | 3    | Maja Uduč                | SLO Eslovênia | 17:31.28 |                            |
| 11                | 1       | 4    | Gaja Kristan             | SLO Eslovênia | 17:36.04 |                            |
| 12                | 1       | 6    | Eydís Ósk Kolbeinsdóttir | ISL Islândia  | 17:36.25 |                            |
| 13                | 1       | 2    | Jill Benne               | SUI Suíça     | 17:40.15 |                            |
| 14                | 1       | 0    | Greta Gataveckaitė       | LTU Lituânia  | 17:42.21 |                            |
| 15                | 1       | 9    | Harpa Ingþórsdóttir      | ISL Islândia  | 17:43.52 |                            |
| 16                | 1       | 1    | Emilia Colti Dumitrescu  | ROU Romênia   | 17:48.66 |                            |
| 17                | 1       | 8    | Katie Baguley            | IRL Irlanda   | 17:49.56 |                            |
| 18                | 1       | 7    | Essi-Maria Lillman       | FIN Finlândia | 17:49.58 |                            |

Legenda
| Recorde mundial            | Recorde mundial (World record)                     |                       | Recorde africano                      | Recorde africano (African) |                                           | Q | Classificado por posição (Qualified) |
| Recorde dos Jogos Europeus | Recorde dos Jogos Europeus (European Games record) | Recorde da América    | Recorde da América (Americas)         | q                          | Classificado por melhor tempo (Qualified) |   |                                      |
| Melhor marca do ano        | Melhor marca do ano (World leading)                | Recorde asiático      | Recorde asiático (Asian)              | DNS                        | Não largou (Did not start)                |   |                                      |
| Recorde nacional           | Recorde nacional (National record)                 | Recorde europeu       | Recorde europeu (European)            | DNF                        | Não terminou (Did not finish)             |   |                                      |
| Recorde pessoal            | Recorde pessoal do atleta (Personal best)          | Recorde da Oceania    | Recorde da Oceania (Oceania)          | DSQ / DQ                   | Desclassificado (Disqualified)            |   |                                      |
| Recorde da temporada       | Recorde da temporada do atleta (Season best)       | Recorde sul-americano | Recorde sul-americano (South America) | NM                         | Sem marca (No mark)                       |   |                                      |